# 3,5-Dimetilpiperidin
3,5-Dimetilpiperidin je hemijsko jedinjenje sa formulom C5H8(CH3)2NH. Postoje dva diastereomera: ahiralni R,S izomer i hiralni R,R/S,S enantiomerni par.
3,5-dimetilpiperidin se koristi u sintezi niza jedinjenja, među kojima su: tibrinske kiseline, i tilmikosina.